# Erinnyis rustica
Erinnyis rustica är en fjärilsart som beskrevs av Johann Gottlieb Schaller 1788. Erinnyis rustica ingår i släktet Erinnyis och familjen svärmare. Inga underarter finns listade i Catalogue of Life.